# Вербах
Вербах (нім. Werbach) — громада в Німеччині, знаходиться в землі Баден-Вюртемберг. Підпорядковується адміністративному округу Штутгарт. Входить до складу району Майн-Таубер.
Площа — 43,18 км2. Населення становить 3278 ос. (станом на 31 грудня 2020).